# Bodianus leucosticticus
Bodianus leucosticticus (Bennett, 1832) è un pesce di acqua salata appartenente alla famiglia Labridae.

## Distribuzione e habitat
Proviene dalle barriere coralline dell'oceano Pacifico e dell'oceano Indiano. È stato localizzato dalle Seychelles, Riunione, Mauritius, lungo le coste del Giappone e di parte dell'Africa orientale, in particolare del Mozambico, Somalia, Kenya, Tanzania e Sudafrica; segnalato  anche nelle acque del Mar Rosso.

## Descrizione
Presenta un corpo compresso lateralmente, alto e non particolarmente allungato, con la testa dal profilo molto appuntito. La pinna dorsale e la pinna anale non sono particolarmente basse, ma la prima è più lunga. La pinna caudale non è biforcuta. Non supera i 24 cm.
La livrea varia abbastanza nel corso della vita del pesce: gli esemplari giovanili sono rossastri o marroni con le pinne macchiate di nero, mentre gli adulti sono prevalentemente rossi, con il ventre tendente al bianco e diverse strisce orizzontali abbastanza sottili dove il colore è più intenso.

## Riproduzione
È oviparo e la fecondazione è esterna, non ci sono cure nei confronti delle uova.

## Conservazione
Questa specie è classificata come "a rischi minimo" (LC) dalla lista rossa IUCN perché non sembra essere minacciata da particolari pericoli nonostante i dati disponibili siano pochi.